# الطاحونة البابور

صورة للطاحونة التي سمي الموقع باسمها

الطاحونة البابور وهو مشروع ثقافي سياحي في قرية جماعين القريبة من نابلس في فلسطين، أقيم في معصرة زيتون أثرية يبلغ عمرها الـ 300 سنة بعد ترميم المكان.

## الموقع
يقع المبنى في قرية جماعية بالقرب من نابلس، ويبلغ عمره 300 عاما على الأقل، وقد استخدم في تاريخه المعروف معصرة للزيتون وكان فيه حجر «بد» تديره الدواب، استعيض عنه في أعوام العشرينيات بمعصرة حديثة تعمل بمحرك (البابور) بحجر المعصرة القديم، الـ «بدّ»، ومن هنا جاءل التسمية «الطاحونة البابور». كما توجد في المكان مطحنة للقمح بمحرك يعمل على الديزل. يتكون المبنى من أربعة أقواس وتبلغ مساحته الـ350 مترا مربعا.

## مشروع ثقافي وملتقى اجتماعي
رمم المبنى الذي تعود ملكيته لعائلة الأسعد بجهود محلية وافتتح فيه في تموز 2016 مشروع «ملتقى الطاحونة / البابور» الثقافي، وهو مركز تقام فيه فعاليات ثقافية وفنية وفيه مقهى. ومازالت بعض الآلات القديمة معروضة في المكان.

## روابط خارجية
- تقرير متلفز عن الطاحونة - على موقع يوتيوب